# Randy Lerner
Randolph D. Lerner (né le 21 février 1962 à Brooklyn), est un dirigeant américain de football. 
Il est le président du club anglais d'Aston Villa entre 2006 et 2016.